# Norbert Kleinwächter
Norbert Kleinwächter (nascido em 22 de fevereiro de 1986) é um político alemão. Nascido em Augsburg, Baviera, ele representa a Alternativa para a Alemanha (AfD). Norbert Kleinwächter é membro do Bundestag do estado de Brandenburg desde 2017.

## Vida
Ele tornou-se membro do bundestag após as eleições federais alemãs de 2017. É membro da Comissão dos Assuntos da União Europeia.